# Olympische Sommerspiele 1956/Teilnehmer (Neuseeland)
| Gelbes Symbol für Goldmedaillen mit stilisierten Olympischen Ringen | Graues Symbol für Silbermedaillen mit stilisierten Olympischen Ringen | Braundes Symbol für Bronzemedaillen mit stilisierten Olympischen Ringen |
| ------------------------------------------------------------------- | --------------------------------------------------------------------- | ----------------------------------------------------------------------- |
| 2                                                                   | —                                                                     | —                                                                       |

Neuseeland nahm an den Olympischen Sommerspielen 1956 in der australischen Stadt Melbourne mit 53 Sportlern und 12 Offiziellen teil.
Seit 1920 war es die achte Teilnahme Neuseelands bei Olympischen Sommerspielen.

## Medaillen
Mit zwei gewonnenen Goldmedaillen belegte das neuseeländische Team Platz 16 im Medaillenspiegel.

### Gold
- Norman Read – 50 km Gehen
- Jack Cropp und Peter Mander – Segeln, Sharpie 12 m² Mannschaft

## Teilnehmer nach Sportarten

### Leichtathletik
Männer
- Albert Richards
Marathon: 17. Platz
- Neville Scott
- Murray Halberg
- Maurice Rae
- Norman Read
50 km Gehen  Gold

Frauen
- Mary Donaghy
- Valerie Sloper
- Margaret Stuart
- Beverly Weigel

### Boxen
- Paddy Donovan

- Graham Finlay

### Radsport
Männer
- Warren Johnston
1000 m Sprint: 4. Platz

- Warwick Dalton
1000 m Zeitfahren: 8. Platz

2000 m Tandem
- Richard Johnston
Warren Johnston – 6. Platz

 4000 m Mannschaftsverfolgung
- Donald Eagle
Leonard Kent
Neil Ritchie
Warwick Dalton – 6. Platz

Straßenrennen
- Alan Larkins

### Hockey
Männer
- John Abrams, Ivan Armstrong, Phillip Bygrave, Keith Cumberpatch, Archie Currie, David Goldsmith, Noel Hobson, Reginald Johansson, Brian Johnston, Murray Loudon, Guy McGregor, William Schaefer, Bruce Turner, John Tynan: 6. Platz

### Rudern
Männer
- Reginald Douglas
- Donald Gemmell
- James Hill
- Colin Johnstone
- Ray Laurent
- Peter Lucas
- Bob Parker
- Don Rowlands
- Allan Tong

### Segeln
Männer
- Peter Mander
Segeln, Sharpie 12 m² Mannschaft  Gold

- Jack Cropp
Segeln, Sharpie 12 m² Mannschaft  Gold

- Albert Cuthbertson
- Robert Stewart
- William Swinnerton

### Schwimmen
Männer
- Winifred Griffin
- Lincoln Hurring

Frauen
- Philippa Gould
- Marion Roe
- Jean Stewart

### Gewichtheben
Männer
- Richard Jones

### Ringen
- John da Silva
Freistil